# Josefina Sruoga
María Josefina Sruoga (Buenos Aires, 23 agosto 1990) è una hockeista su prato argentina, di ruolo attaccante, vincitrice dell'argento olimpico a Londra 2012.

## Palmarès
- Giochi olimpici

Londra 2012: argento.
- Campionato mondiale

L'Aia 2014: bronzo.
- Champions Trophy

Sydney 2009: oro.
Nottingham 2010: oro.
Amstelveen 2011: argento.
Rosario 2012: oro.
Mendoza 2014: oro.
- Giochi panamericani

Guadalajara 2011: argento.
Guadalajara 2015: argento.